# Onthophagus viduus
Onthophagus viduus là một loài bọ cánh cứng trong họ Bọ hung (Scarabaeidae).